# Tour de Corse 1988
Il Tour de Corse 1988 valevole come Rally di Francia 1988, è stata la 5ª tappa del mondiale di rally 1988. Il rally è stato disputato dal 3 al 6 maggio in Corsica.
Il francese Didier Auriol si aggiudica il rally distaccando sul podio finale i due connazionali Yves Loubet e Bruno Saby.

## Dati della prova
| Rally di Francia 1988               | Rally di Francia 1988                               |
| ----------------------------------- | --------------------------------------------------- |
| Denominazione ufficiale             | Tour de Corse - Automobile Rallye de France         |
| Tappa N°                            | 5 di 13                                             |
| Edizione N°                         | 32                                                  |
| Data manifestazione                 | da martedì 03/05/1988 a venerdì 06/05/1988          |
| Paese ospitante                     | Corsica                                             |
| Superficie                          | Asfalto                                             |
| Piloti iscritti                     | 93                                                  |
| Partiti                             | 93                                                  |
| Arrivati                            | 42 (45,2 % )                                        |
| Prove                               | 30                                                  |
| La più breve                        | 2,86 km (PS1 Vignola - Capo di Feno)                |
| La più lunga                        | 32,62 km (PS12 Campile - Morosaglia)                |
| Velocità media minore               | 75,45 km/h (PS15 Folelli - Sainte Lucie de Moriani) |
| Velocità media maggiore             | 98,73 km/h (PS4 Zerubia - Pont d'Acoravo)           |
| Lunghezza complessiva tappe         | 627.20 km(47,1% della distanza totale)              |
| Lunghezza complessiva trasferimento | 705,08 km                                           |
| Distanza totale                     | 1,332.28 km                                         |

## Risultati

### Classifica
| 32º Tour de Corse - Rallye de France 1988 | 32º Tour de Corse - Rallye de France 1988 | 32º Tour de Corse - Rallye de France 1988 | 32º Tour de Corse - Rallye de France 1988 | 32º Tour de Corse - Rallye de France 1988 | 32º Tour de Corse - Rallye de France 1988 | 32º Tour de Corse - Rallye de France 1988 | 32º Tour de Corse - Rallye de France 1988 |
| Classifica generale                       | Classifica generale                       | Classifica generale                       | Classifica generale                       | Classifica generale                       | Classifica generale                       | Classifica generale                       | Classifica generale                       |
| Pos                                       | Pilota                                    | Co-pilota                                 | Auto                                      | Tempo                                     | Distacco                                  | V.media                                   | Punti                                     |
| ----------------------------------------- | ----------------------------------------- | ----------------------------------------- | ----------------------------------------- | ----------------------------------------- | ----------------------------------------- | ----------------------------------------- | ----------------------------------------- |
| 1°                                        | Didier Auriol                             | Bernard Occelli                           | Ford Sierra RS Cosworth                   | 7: 12: 04.0                               | 0.0                                       | 87.1 km/h                                 | 20                                        |
| 2°                                        | Yves Loubet                               | Jean-Bernard Vieu                         | Lancia Delta Integrale                    | 7: 15: 09.0                               | + 3: 05.0                                 | 86.5 km/h                                 | 15                                        |
| 3°                                        | Bruno Saby                                | Jean-François Fauchille                   | Lancia Delta Integrale                    | 7: 16: 53.0                               | + 4: 49.0                                 | 86.1 km/h                                 | 12                                        |
| 4°                                        | François Chatriot                         | Michel Périn                              | BMW M3                                    | 7: 23: 28.0                               | + 11: 24.0                                | 84.9 km/h                                 | 10                                        |
| 5°                                        | Carlos Sainz                              | Luis Moya                                 | Ford Sierra RS Cosworth                   | 7: 26: 09.0                               | + 14: 05.0                                | 84.3 km/h                                 | 8                                         |
| 6°                                        | Kenneth Eriksson                          | Peter Diekmann                            | Toyota Celica GT-Four                     | 7: 29: 24.0                               | + 17: 20.0                                | 83.7 km/h                                 | 6                                         |
| 7°                                        | Bernard Béguin                            | Jean-Jacques Lenne                        | BMW M3                                    | 7: 35: 08.0                               | + 23: 04.0                                | 82.7 km/h                                 | 4                                         |
| 9°                                        | Paul Rouby                                | Jean-Louis Martin                         | Alfa Romeo 75 V6 3.0                      | 7: 44: 59.0                               | + 32: 55.0                                | 80.9 km/h                                 | 3                                         |
| 9°                                        | César Baroni                              | Michel Rousseau                           | Ford Sierra RS Cosworth                   | 7: 45: 17.0                               | + 33: 13.0                                | 80.8 km/h                                 | 2                                         |
| 10°                                       | Alain Oreille                             | Sylvie Oreille                            | Renault 5 GT Turbo                        | 7: 46: 02.0                               | + 33: 58.0                                | 80.7 km/h                                 | 1                                         |

## Prove speciali
| Giorno                | Prova | Nome                                   | Lunghezza | Vincitore     | Tempo    | V. media   | Leader del rally |
| --------------------- | ----- | -------------------------------------- | --------- | ------------- | -------- | ---------- | ---------------- |
| Frazione 1 (3 maggio) | PS1   | Vignola - Capo di Feno                 | 2,86 km   | Bruno Saby    | 1: 52.0  | 91.93 km/h | Bruno Saby       |
|                       |       |                                        |           |               |          |            | Bruno Saby       |
| Frazione 2 (4 maggio) | PS2   | Ancien Penitencier - Tassinca          | 20,13 km  | Didier Auriol | 13: 01.0 | 92.79 km/h | Didier Auriol    |
| Frazione 2 (4 maggio) | PS3   | Petreto - Aullene                      | 20,13 km  | Didier Auriol | 13: 22.0 | 90.36 km/h | Didier Auriol    |
| Frazione 2 (4 maggio) | PS4   | Zerubia - Pont d'Acoravo               | 17,14 km  | Yves Loubet   | 10: 25.0 | 98.73 km/h | Didier Auriol    |
| Frazione 2 (4 maggio) | PS5   | Levie - Sotta                          | 26,15 km  | Yves Loubet   | 16: 10.0 | 97.05 km/h | Didier Auriol    |
| Frazione 2 (4 maggio) | PS6   | Aullene - Zicavo                       | 25,51 km  | Yves Loubet   | 16: 39.0 | 91.93 km/h | Didier Auriol    |
| Frazione 2 (4 maggio) | PS7   | Verjalo - Paineca                      | 17,56 km  | Yves Loubet   | 11: 38.0 | 90.57 km/h | Didier Auriol    |
| Frazione 2 (4 maggio) | PS8   | Ghisoni - Col de la Serra              | 16,74 km  | Didier Auriol | 11: 39.0 | 86.21 km/h | Didier Auriol    |
| Frazione 2 (4 maggio) | PS9   | Muracciole - Pont de Noceta            | 21,11 km  | Yves Loubet   | 13: 46.0 | 92.00 km/h | Didier Auriol    |
| Frazione 2 (4 maggio) | PS10  | Col San Quillico - Bustanico           | 20,28 km  | Didier Auriol | 14: 45.0 | 82.49 km/h | Didier Auriol    |
| Frazione 2 (4 maggio) | PS11  | Salicetto - Ponte Leccia               | 22,64 km  | Yves Loubet   | 15: 15.0 | 89.08 km/h | Didier Auriol    |
|                       |       |                                        |           |               |          |            | Didier Auriol    |
| Frazione 3 (5 maggio) | PS12  | Campile - Morosaglia                   | 32,62 km  | Didier Auriol | 22: 33.0 | 86.79 km/h | Didier Auriol    |
| Frazione 3 (5 maggio) | PS13  | Campitello - Borgo                     | 19,36 km  | Yves Loubet   | 13: 53.0 | 83.67 km/h | Didier Auriol    |
| Frazione 3 (5 maggio) | PS14  | Casatorra - Rutali                     | 21,45 km  | Yves Loubet   | 14: 24.0 | 89.38 km/h | Didier Auriol    |
| Frazione 3 (5 maggio) | PS15  | Folelli - Sainte Lucie de Moriani      | 18,59 km  | Bruno Saby    | 14: 47.0 | 75.45 km/h | Didier Auriol    |
| Frazione 3 (5 maggio) | PS16  | Moriani Plage - Orsoni                 | 20,21 km  | Bruno Saby    | 14: 47.0 | 82.02 km/h | Didier Auriol    |
| Frazione 3 (5 maggio) | PS17  | Linguizzetta - Pianiccia               | 10,38 km  | Yves Loubet   | 7: 30.0  | 83.04 km/h | Didier Auriol    |
| Frazione 3 (5 maggio) | PS18  | Zalana - Feo                           | 25,57 km  | Yves Loubet   | 18: 03.0 | 85.00 km/h | Didier Auriol    |
| Frazione 3 (5 maggio) | PS19  | Corte - Taverna                        | 26,86 km  | Yves Loubet   | 16: 44.0 | 96.31 km/h | Didier Auriol    |
| Frazione 3 (5 maggio) | PS20  | Moltifao - Pioggiola                   | 28,54 km  | Yves Loubet   | 17: 40.0 | 96.93 km/h | Didier Auriol    |
| Frazione 3 (5 maggio) | PS21  | Corbara - Montemaggiore                | 13,58 km  | Yves Loubet   | 8: 30.0  | 95.86 km/h | Didier Auriol    |
|                       |       |                                        |           |               |          |            | Didier Auriol    |
| Frazione 4 (6 maggio) | PS22  | Notre Dame de la Serra - Pont du Fango | 28,77 km  | Yves Loubet   | 17: 35.0 | 98.17 km/h | Didier Auriol    |
| Frazione 4 (6 maggio) | PS23  | Fango - Partinello                     | 31,48 km  | Yves Loubet   | 22: 31.0 | 83.88 km/h | Didier Auriol    |
| Frazione 4 (6 maggio) | PS24  | Ota - Evisa                            | 17,84 km  | Yves Loubet   | 11: 45.0 | 91.10 km/h | Didier Auriol    |
| Frazione 4 (6 maggio) | PS25  | Vico - Ambiegna                        | 22,14 km  | Yves Loubet   | 17: 14.0 | 77.08 km/h | Didier Auriol    |
| Frazione 4 (6 maggio) | PS26  | Sari d'Orcino - Pont de Pentano        | 14,72 km  | Yves Loubet   | 9: 43.0  | 90.90 km/h | Didier Auriol    |
| Frazione 4 (6 maggio) | PS27  | Eccica Suarella - Pont du Prunelli     | 21,29 km  | Yves Loubet   | 15: 58.0 | 80.00 km/h | Didier Auriol    |
| Frazione 4 (6 maggio) | PS28  | Sainte Marie Sicche - Moca             | 23,96 km  | Yves Loubet   | 17: 04.0 | 84.23 km/h | Didier Auriol    |
| Frazione 4 (6 maggio) | PS29  | Bicchisano - Pila Canale               | 14,47 km  | Yves Loubet   | 9: 24.0  | 92.36 km/h | Didier Auriol    |
| Frazione 4 (6 maggio) | PS30  | Cognoli - Agosta Plage                 | 25,12 km  | Yves Loubet   | 16: 53.0 | 89.27 km/h | Didier Auriol    |